# 中国驻乌克兰大使馆
中华人民共和国驻乌克兰大使馆（烏克蘭語：Посольство Китайської Народної Республіки в Україні），简称中国驻乌克兰大使馆，是中华人民共和国驻乌克兰的外交代表机构。
除大使馆本馆以外，中国也在敖德萨设有总领事馆。

## 历史
2022年俄羅斯侵略烏克蘭期間，中國駐烏克蘭大使館從基輔搬到了利沃夫。
2025年1月1日，中国驻乌使馆通知因技术原因暂停签证业务，赴华签证需前往第三国中国使领馆办理。

## 机构设置
中国驻乌克兰大使馆设置下列机构：
- 领侨处
- 武官处
- 文教处
- 经商处
- 办公室